# Canthyporus swaziensis
Canthyporus swaziensis är en skalbaggsart som beskrevs av Omer-cooper 1956. Canthyporus swaziensis ingår i släktet Canthyporus och familjen dykare. Inga underarter finns listade i Catalogue of Life.